# Metin Göktepe

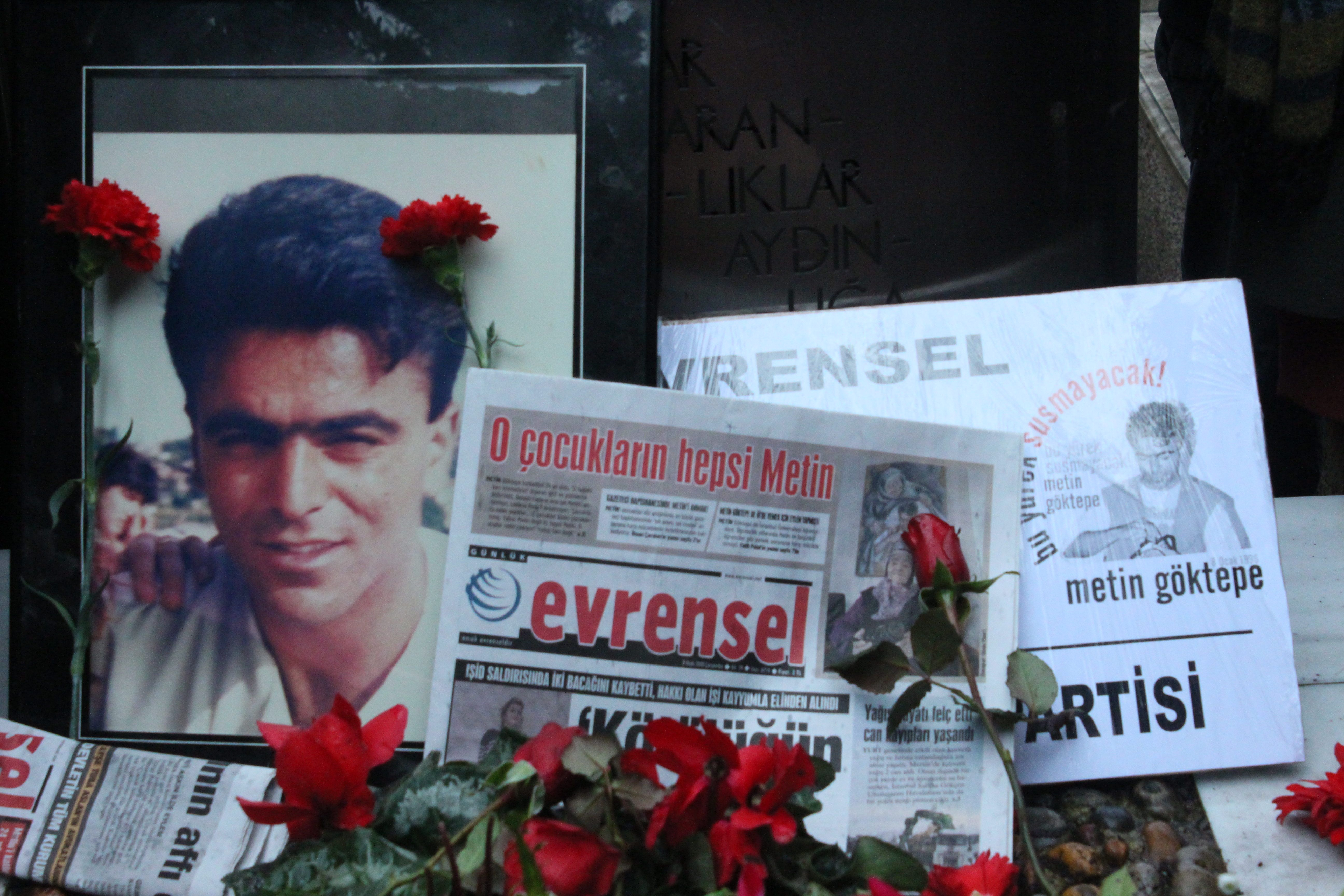
Metin Göktepes grav (2020).

Metin Göktepe, född 10 april 1968, död 8 januari 1996, var en kurdisk journalist som dog av polisvåld efter att arresterats av turkisk polis.
Från 1992 började han arbeta vid tidskriften Haberde ve Yorumda Gerçek ("Sanning i rapportering och tolkning") och i juni 1995 började han vid dagstidningen Evrensel där han var fotograf. 8 januari 1996 tog han sig till Alibeyköy för att vara med vid begravningen av fångar som hade suttit i Ümraniye-fängelset i Istanbul. Han nekades inträde eftersom han inte hade rätt sorts presskort. Efter att han ändå ville ta sig in på begravningen arresterades han och fördes, tillsammans med flera hundra andra personer, till en idrottshall i Eyüp. Göktepe påträffades därefter död nära denna sporthall.
Strax efter Göktepes död kom motstridiga påståenden om omständigheterna kring dödsfallet från olika politiker och myndighetsföreträdare. Personer som arresterats samtidigt som Göktepe vittnade dock om att han hade dödats av polisen medan han var arresterad och att kroppen därefter förts ut ur lokalen. En undersökning inleddes och en rapport från inrikesministeriets inspektörer i februari 1996 rekommenderade att åtala 49 poliser för dödsfallet. Rättegången flyttades från Istanbul för att försöka minska uppmärksamheten. I september 2000 dömdes fem poliser till vardera sju års fängelse för bland annat vållande till annans död. En senare lag, kallad "Rahşanamnestin", innebar att poliserna frigavs villkorligt efter 20 månader.